# Puijo-Schanzen
Die Puijo-Schanzen (finnisch Puijon hyppyrimäet „Sprungschanzen Puijo“) sind eine Skisprungschanzenanlage in der finnischen Stadt Kuopio. Sie befinden sich am 150 Meter hohen Hügel Puijo, auf dem sich ein bekannter Aussichtsturm, der Puijo-Turm, befindet.

## Geschichte

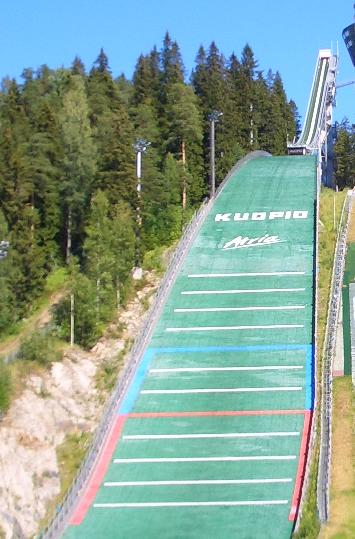
Großschanze

Den ersten dokumentierten Sprunglaufwettkampf am Puijo gab es bereits 1886. Die erste „richtige“ Schanze wurde um 1900 errichtet, auf ihr wurden der Überlieferung nach Weiten an die 14 Meter erreicht. Zehn Jahre später wurde zusätzlich eine 20-Meter Schanze gebaut.
1949 entstand am Puijo eine K90-Schanze, damals immerhin die größte Schanze Finnlands. 1958 wurde das Gelände um eine K50-Schanze erweitert.
Das erste Weltcup-Springen fand im Jahr 1995 statt. 1998 wurde die heutige K120-Schanze gebaut, seither ist sie nicht mehr verändert worden.
Zeitweise fand die Weltcuperöffnung, das sogenannte Nordic Opening in Kuopio statt, zwischenzeitlich war die Puijo-Schanze zudem die zweite Station des Nordic Tournament.

### Technische Daten
| Puijo-Schanze HS 127                       | Puijo-Schanze HS 127 |
| Anlauf                                     | Anlauf               |
| ------------------------------------------ | -------------------- |
| Anlauflänge                                | 94 m                 |
| Neigung des Anlaufs (γ)                    | 35°                  |
| Anlaufgeschwindigkeit                      | 26,5 m/s (95,4 km/h) |
| Schanzentisch                              |                      |
| Tischhöhe                                  | 3,0 m                |
| Tischlänge                                 | 6,6 m                |
| Neigung des Schanzentisches (α)            | 11,0°                |
| Aufsprung                                  |                      |
| Hillsize                                   | 127 m                |
| Konstruktionspunkt                         | 120 m                |
| Höhendifferenz Tischkante bis K-Punkt (h)  | 59,51 m              |
| Längendifferenz Tischkante bis K-Punkt (n) | 103,51 m             |
| Verhältnis Höhen- zu Längendifferenz (h/n) | 0,575                |
| K-Punkt Neigungswinkel (β)                 | 34,75°               |
| Auslauf                                    |                      |
| Länge des Auslaufs                         | 98 m                 |

### Schanzenrekord
- 136 m –  Daniel-André Tande, 22. Februar 2016 (WCS)

## HS 100 (Normalschanze)
Auf der Normalschanze von Kuopio werden FIS-Cup-Springen ausgetragen. Am 10. März 2015, als Simon Ammann einen neuen Schanzenrekord aufstellte, wurde dort aber auch ein Weltcupspringen ausgetragen.

### Technische Daten
| Puijo-Schanze Kuopio HS 100     | Puijo-Schanze Kuopio HS 100 |
| Schanzentisch                   | Schanzentisch               |
| ------------------------------- | --------------------------- |
| Neigung des Schanzentisches (α) | 10,0°                       |
| Aufsprung                       |                             |
| Hillsize                        | 100 m                       |
| Konstruktionspunkt              | 92 m                        |
| K-Punkt Neigungswinkel (β)      | 37,5°                       |

### Schanzenrekord
- 106,0 m –  Simon Ammann, 10. März 2015 (WC)

## Internationale Wettbewerbe
Genannt werden alle von der FIS organisierten Sprungwettbewerbe.
| Datum             | Kategorie                  | Schanze | 1. Platz                                                                        | 2. Platz                                                                 | 3. Platz                                                        |
| ----------------- | -------------------------- | ------- | ------------------------------------------------------------------------------- | ------------------------------------------------------------------------ | --------------------------------------------------------------- |
| 11. März 1983     | Junioren-Weltmeisterschaft | K80     | Franz Wiegele                                                                   | Ole Christian Eidhammer                                                  | Tuomo Ylipulli                                                  |
| 1. Februar 1995   | Weltcup                    | K90     | Toni Nieminen                                                                   | Reinhard Schwarzenberger                                                 | Jens Weißflog                                                   |
| 19. August 1995   | Grand-Prix                 | K90     | Kazuyoshi Funaki                                                                | Andreas Goldberger                                                       | Bruno Reuteler                                                  |
| 19. Dezember 1995 | Continental Cup            | K120    | Ronny Hornschuh                                                                 | Kimmo Savolainen                                                         | Veli-Matti Lindström                                            |
| 28. Februar 1996  | Weltcup                    | K90     | Kimmo Savolainen                                                                | Jaroslav Sakala                                                          | Janne Väätäinen                                                 |
| 12. März 1997     | Weltcup                    | K120    | Kazuyoshi Funaki                                                                | Nicolas Dessum                                                           | Primož Peterka                                                  |
| 4. März 1998      | Weltcup                    | K120    | Andreas Widhölzl                                                                | Primož Peterka                                                           | Hiroya Saitō                                                    |
| 17. Dezember 1998 | Continental Cup            | K120    | Toni Nieminen                                                                   | Risto Jussilainen                                                        | Veli-Matti Lindström                                            |
| 4. März 1999      | Weltcup                    | K120    | Martin Schmitt                                                                  | Kazuyoshi Funaki                                                         | Noriaki Kasai                                                   |
| 27. November 1999 | Weltcup                    | K120    | Martin Schmitt                                                                  | Andreas Goldberger                                                       | Matti Hautamäki                                                 |
| 28. November 1999 | Weltcup                    | K120    | Ville Kantee                                                                    | Risto Jussilainen                                                        | Roberto Cecon                                                   |
| 16. Dezember 1999 | Continental Cup            | K120    | Kazuki Nishishita                                                               | Matti Hautamäki                                                          | Wilhelm Brenna                                                  |
| 9. August 2000    | Grand-Prix                 | K120    | Janne Ahonen                                                                    | Noriaki Kasai                                                            | Matti Hautamäki                                                 |
| 24. November 2000 | Weltcup                    | K120    | Martin Schmitt                                                                  | Sven Hannawald                                                           | Andreas Widhölzl                                                |
| 25. November 2000 | Weltcup                    | K120    | NorwegenRoar Ljøkelsøy Olav Magne Dønnem Lasse Ottesen Tommy Ingebrigtsen       | ÖsterreichWolfgang Loitzl Martin Koch Stefan Horngacher Andreas Widhölzl | FinnlandMatti Hautamäki Ville Kantee Jani Soininen Janne Ahonen |
| 2. Dezember 2000  | Weltcup                    | K120    | Matti Hautamäki                                                                 | Noriaki Kasai                                                            | Michael Uhrmann                                                 |
| 3. Dezember 2000  | Weltcup                    | K120    | Martin Schmitt                                                                  | Janne Ahonen                                                             | Ville Kantee                                                    |
| 9. Dezember 2000  | Continental Cup            | K120    | Wettkampf abgesagt                                                              | Wettkampf abgesagt                                                       | Wettkampf abgesagt                                              |
| 10. Dezember 2000 | Continental Cup            | K120    | Wettkampf abgesagt                                                              | Wettkampf abgesagt                                                       | Wettkampf abgesagt                                              |
| 23. November 2001 | Weltcup                    | K120    | Adam Małysz                                                                     | Martin Schmitt                                                           | Kazuyoshi Funaki                                                |
| 24. November 2001 | Weltcup                    | K120    | Risto Jussilainen                                                               | Adam Małysz                                                              | Martin Höllwarth                                                |
| 28. Februar 2004  | Continental Cup            | HS127   | Janne Happonen                                                                  | Andreas Widhölzl                                                         | Roland Müller                                                   |
| 29. Februar 2004  | Continental Cup            | HS127   | Janne Happonen                                                                  | Olli Pekkala                                                             | Balthasar Schneider                                             |
| 10. März 2004     | Weltcup                    | K120    | Bjørn Einar Romøren                                                             | Roar Ljøkelsøy                                                           | Alexander Herr                                                  |
| 9. März 2005      | Weltcup                    | HS127   | Matti Hautamäki                                                                 | Roar Ljøkelsøy                                                           | Jakub Janda Adam Małysz                                         |
| 17. Dezember 2005 | FIS Cup                    | HS98    | Maxim Anissimau                                                                 | Pjotar Tschaadajeu                                                       | Anton Kalinitschenko                                            |
| 18. Dezember 2005 | FIS Cup                    | HS98    | Pjotar Tschaadajeu                                                              | Arttu Lappi                                                              | Anton Kalinitschenko                                            |
| 7. März 2006      | Weltcup                    | HS127   | Andreas Küttel                                                                  | Thomas Morgenstern                                                       | Adam Małysz                                                     |
| 13. März 2007     | Weltcup                    | HS127   | Adam Małysz                                                                     | Andreas Kofler                                                           | Thomas Morgenstern                                              |
| 26. Januar 2008   | FIS Cup                    | HS100   | Juha-Matti Ruuskanen                                                            | Olli Muotka                                                              | Anssi Ylipulli                                                  |
| 27. Januar 2008   | FIS Cup                    | HS100   | Olli Muotka                                                                     | Anssi Ylipulli                                                           | Juha-Matti Ruuskanen                                            |
| 3. März 2008      | Weltcup                    | HS127   | Janne Happonen                                                                  | Gregor Schlierenzauer                                                    | Anders Jacobsen                                                 |
| 4. März 2008      | Weltcup                    | HS127   | Janne Ahonen                                                                    | Anders Bardal                                                            | Tom Hilde                                                       |
| 10. März 2009     | Weltcup                    | HS127   | Takanobu Okabe                                                                  | Simon Ammann                                                             | Adam Małysz                                                     |
| 6. Februar 2010   | FIS Cup                    | HS 100  | Wettkampf abgesagt                                                              | Wettkampf abgesagt                                                       | Wettkampf abgesagt                                              |
| 7. Februar 2010   | FIS Cup                    | HS 100  | Wettkampf abgesagt                                                              | Wettkampf abgesagt                                                       | Wettkampf abgesagt                                              |
| 9. März 2010      | Weltcup                    | HS127   | Simon Ammann                                                                    | Adam Małysz                                                              | Anders Jacobsen                                                 |
| 1. Dezember 2010  | Weltcup                    | HS127   | Ville Larinto                                                                   | Matti Hautamäki                                                          | Simon Ammann                                                    |
| 5. März 2011      | Continental Cup            | HS127   | Andreas Stjernen                                                                | Matej Dobovšek                                                           | Maximilian Mechler                                              |
| 6. März 2011      | Continental Cup            | HS127   | Maximilian Mechler                                                              | Jarkko Määttä                                                            | Michael Hayböck                                                 |
| 10. März 2012     | Continental Cup            | HS127   | Wolfgang Loitzl                                                                 | Manuel Poppinger                                                         | Vegard Swensen                                                  |
| 11. März 2012     | Continental Cup            | HS127   | Robert Johansson                                                                | Kenneth Gangnes                                                          | Stefan Kraft                                                    |
| 8. August 2012    | FIS Cup                    | HS127   | Janne Happonen                                                                  | Olli Muotka                                                              | Sami Niemi                                                      |
| 9. August 2012    | FIS Cup                    | HS127   | Janne Happonen                                                                  | Olli Muotka                                                              | Markus Schiffner                                                |
| 10. August 2012   | Continental Cup            | HS127   | Tomaž Naglič                                                                    | Andreas Wellinger                                                        | Janne Happonen                                                  |
| 11. August 2012   | Continental Cup            | HS127   | Jan Matura                                                                      | Fredrik Bjerkeengen                                                      | Andreas Wellinger                                               |
| 12. März 2013     | Weltcup                    | HS127   | Kamil Stoch                                                                     | Daiki Itō                                                                | Severin Freund                                                  |
| 1. August 2013    | FIS Cup                    | HS127   | Alexey Romashov                                                                 | Jarkko Määttä                                                            | Santeri Ylitapio                                                |
| 2. August 2013    | FIS Cup                    | HS127   | Ulrich Wohlgenannt                                                              | Stephan Leyhe                                                            | Alexey Romashov                                                 |
| 3. August 2013    | Continental Cup            | HS127   | Jakub Janda                                                                     | Jernej Damjan                                                            | Daniel Wenig                                                    |
| 4. August 2013    | Continental Cup            | HS127   | Jarkko Määttä                                                                   | Jernej Damjan                                                            | Čestmír Kožíšek                                                 |
| 4. März 2014      | Weltcup                    | HS127   | Kamil Stoch                                                                     | Severin Freund                                                           | Anders Bardal                                                   |
| 14. August 2014   | FIS Cup                    | HS127   | Olli Muotka                                                                     | Sebastian Bradatsch                                                      | Tim Fuchs                                                       |
| 15. August 2014   | FIS Cup                    | HS127   | Olli Muotka                                                                     | Danny Queck                                                              | Stephan Leyhe                                                   |
| 17. August 2014   | Continental Cup            | HS127   | Cene Prevc                                                                      | Miran Zupančič                                                           | Stephan Leyhe                                                   |
| 18. August 2014   | Continental Cup            | HS127   | Cene Prevc                                                                      | Miran Zupančič                                                           | Olli Muotka                                                     |
| 10. März 2015     | Weltcup                    | HS100   | Severin Freund                                                                  | Anders Bardal                                                            | Simon Ammann Stefan Kraft                                       |
| 20. August 2015   | FIS Cup                    | HS127   | Andraž Pograjc                                                                  | Florian Altenburger                                                      | Ernest Prišlič                                                  |
| 21. August 2015   | FIS Cup                    | HS127   | Florian Altenburger                                                             | Adam Ruda                                                                | Andraž Pograjc                                                  |
| 22. August 2015   | Continental Cup            | HS127   | Florian Altenburger                                                             | Anže Lanišek                                                             | Tim Fuchs                                                       |
| 23. August 2015   | Continental Cup            | HS127   | Andraž Pograjc                                                                  | Tim Fuchs                                                                | Florian Altenburger                                             |
| 22. Februar 2016  | Weltcup                    | HS127   | NorwegenKenneth Gangnes Daniel-André Tande Anders Fannemel Johann André Forfang | DeutschlandAndreas Wank Richard Freitag Andreas Wellinger Severin Freund | JapanTaku Takeuchi Kento Sakuyama Daiki Itō Noriaki Kasai       |
| 23. Februar 2016  | Weltcup                    | HS127   | Michael Hayböck                                                                 | Daniel-André Tande                                                       | Stefan Kraft                                                    |
| 18. August 2016   | FIS Cup                    | HS127   | Jan Ziobro                                                                      | Daniel Huber                                                             | Jarl Magnus Riiber                                              |
| 19. August 2016   | FIS Cup                    | HS127   | Jan Ziobro                                                                      | Davide Bresadola                                                         | Aleksander Zniszczoł                                            |
| 20. August 2016   | Continental Cup            | HS127   | Jarkko Määttä                                                                   | Maximilian Steiner                                                       | Yūken Iwasa                                                     |
| 21. August 2016   | Continental Cup            | HS127   | Jarl Magnus Riiber                                                              | Alex Insam                                                               | Krzysztof Miętus                                                |
| 12. August 2017   | FIS Cup                    | HS127   | Timi Zajc                                                                       | Eetu Nousiainen                                                          | Pius Paschke                                                    |
| 12. August 2017   | FIS Cup                    | HS127   | Timi Zajc                                                                       | Przemysław Kantyka                                                       | Pius Paschke                                                    |
| 15. Juli 2021     | FIS Cup                    | HS100   | Shao Birun                                                                      | Julia Mühlbacher                                                         | Hannah Wiegele                                                  |
| 15. Juli 2021     | FIS Cup                    | HS100   | Thomas Lackner                                                                  | Mika Schwann                                                             | Clemens Leitner                                                 |
| 16. Juli 2021     | FIS Cup                    | HS100   | Hannah Wiegele                                                                  | Julia Mühlbacher                                                         | Dong Bing                                                       |
| 16. Juli 2021     | FIS Cup                    | HS127   | Eetu Nousiainen                                                                 | Philipp Raimund                                                          | Mika Schwann                                                    |
| 17. Juli 2021     | Continental Cup            | HS100   | Shao Birun                                                                      | Julia Mühlbacher                                                         | Marija Jakowlewa                                                |
| 17. Juli 2021     | Continental Cup            | HS100   | Marija Jakowlewa                                                                | Julia Mühlbacher                                                         | Kurumi Ichinohe                                                 |
| 17. Juli 2021     | Continental Cup            | HS127   | David Siegel                                                                    | Eetu Nousiainen                                                          | Moritz Baer                                                     |
| 17. Juli 2021     | Continental Cup            | HS127   | Eetu Nousiainen                                                                 | Moritz Baer                                                              | Philipp Raimund                                                 |